# Arkady Gendler
Arkady Gendler (* 29. November 1921 in Soroca, Bessarabien, Königreich Rumänien; † 22. Mai 2017 in Saporischschja, Ukraine) war ein jüdisch-ukrainischer Chansonnier, Komponist und Sammler jiddischer Lieder. Bekannt wurde er erst nach Ende der Sowjetunion, da während der kommunistischen Herrschaft öffentliche Konzertveranstaltungen mit jiddischen Liedern verboten waren. Seitdem hatte er Auftritte in Sankt Petersburg, Moskau, Kiew, Paris, Berkeley, Wien, Krakau und Weimar. Er lebte in Saporischschja, wo er bis 2008 die von ihm gegründete jiddische Akademie „Alef“ leitete.

## Leben
Er wurde als zehntes Kind in eine jiddischsprachige Großfamilie geboren. Zu Hause wurde viel musiziert und die Kinder traten auch im Theater auf. Die Stadt Sorok gehörte seit 1918 zu Rumänien und hatte eine hauptsächlich russische, ukrainische und jüdische Bevölkerung. In der Zwischenkriegszeit erlebte die Stadt einen wirtschaftlichen und kulturellen Aufschwung, der jedoch in den 1930er Jahren immer mehr durch die Weltwirtschaftskrise zerstört wurde. Nach dem deutschen Frankreichfeldzug 1940 hatte Rumänien seinen wichtigsten Verbündeten verloren und die Sowjetunion nutzte die Gelegenheit und besetzte Bessarabien am 28. Juni 1940. Gendler wurde so Bürger der UdSSR. Anfangs konnte er noch seinen erlernten Beruf als Schneider ausüben, doch als 1941 der Krieg ausbrach, wurde er in die Rote Armee eingezogen. Während er sich mit der Armee vor den vorwärts strömenden deutschen Truppen ostwärts zurückzog, wurde seine Heimatstadt bis Anfang 1944 von rumänischen Truppen besetzt. Gendler überlebte den Zweiten Weltkrieg, es stellte sich jedoch heraus, dass von seiner großen Familie nur er und sein Bruder überlebt hatten, alle anderen waren im Zuge der Kampfhandlungen oder in Lagern umgekommen (siehe Rumänien und der Holocaust). Nach dem Krieg konnte er eine Arbeiterjugendabendschule besuchen. Danach ging er ans Chemisch-Technische Mendelejew-Institut in Moskau, wo er eine Ausbildung zum Ingenieur für Kunststoffverarbeitung erwarb. Sein musikalisches Talent konnte er jedoch nicht ausleben. Die in der frühen Sowjetunion blühende jiddische Kultur- und Musikszene war von Stalin unterdrückt worden und viele Protagonisten fielen seinen Säuberungen zum Opfer. Nach Stalins Tod 1953 wurde die Verfolgung zwar eingestellt, die jiddische Kultur jedoch weiter unterdrückt. Ziel der Kommunisten war eine Assimilation der jüdischen Bevölkerung zu russischsprachigen Sowjetbürgern. Öffentliche Auftritte und Konzerte in jiddischer Sprache blieben verboten oder wurden von lokalen Behörden durch Schikanen verhindert.
Arkady Gendler begann deshalb neben seiner Arbeit als Ingenieur im Privaten jiddische Lieder zu sammeln, um sie wenigstens der Nachwelt zu erhalten. 50 Jahre lang baute er so eine der umfangreichsten Sammlungen jiddischer Chansons und Klezmerlieder auf. Daneben komponierte er selbst und hatte kleine Auftritte im Freundeskreis. Erst durch das Ende der Sowjetunion 1991 konnte er mit seiner Untergrundarbeit an die Öffentlichkeit gehen. In der Stadt Saporischschja in der südlichen Ukraine gründete er eine jiddische Schule, auf der nun die vom Aussterben bedrohte Sprache unterrichtet wurde. Als Unterrichtsmaterial diente dabei unter anderem seine riesige Sammlung an alten Liedern. 1995 gründete er gemeinsam mit Michael Gaisinsky ein Volksensemble, welches in der Ukraine jiddische Musik aufführt. Zur selben Zeit begann er die Lieder seiner Sammlung auch als Solosänger vor größerem Publikum vorzutragen, erst in der Ukraine, später auch in Moskau und St. Petersburg. Im Jahr 1999 hörte ihn Elli Shapiro beim Klezmer Festival in St. Petersburg und war beeindruckt von seiner Stimme und von seinem Repertoire an alten Liedern, die teilweise in den USA vollkommen unbekannt waren. Sie überredete ihn nach Berkeley in Kalifornien zu kommen. Dort gab er ein Konzert und es entstanden erste Aufnahmen. Dadurch wurden andere Veranstalter in Westeuropa auf ihn aufmerksam und es folgten Auftritte bei diversen Festivals. Nach Wien holte ihn Roman Grinberg, der ebenfalls aus Bessarabien stammende Leiter des Wiener Jüdischen Chors. Aus diesem Anlass drehte der ORF ein Porträt über ihn mit dem Titel „A bissele Glik“ und besuchte ihn dazu auch in der Ukraine. In Deutschland trat er 2009 beim Festival „Yiddish Summer“ in Weimar auf, wo auch ein Video entstand.
In Saporischschja war er bis August 2008 Leiter der von ihm gegründeten Akademie. Daneben war er Vorsitzender der Wohltätigkeitsorganisation „Hesed Michael“ und des jüdischen Gemeinschaftszentrum „Mazl Tov“.